# Гославицкий замок
Гославицкий замок (пол. Zamek w Gosławicach) — замок, расположенный над Гославским озером в местности Гославице (до 1976 года — отдельное село), которая в настоящее является частью города Конина Великопольского воеводства в Польше.

## История
Замок, вместе с готическим костелом, был построен в 1418—1426 годах по инициативе познанского епископа Анджея Ласкажа. Замковый комплекс состоял из двух жилых домов, соединенных стеной. В оборонительных целях его окружили стенами и рвом, а в угловых башнях обустроили бойницы. Археологические исследования показывают, что замок был разрушен во время Шведского потопа. Очередные владельцы в XVII и XVIII веках отстроили замок. В 1772 году владельцем замка стала Ядвига Лонцкая, а впоследствии — род Квилецких. В 1838 году началось строительство кладовой, расположенной между костелом и замком. Замок был частично превращен в пивоварню или винокурню. Заброшенный, в межвоенные годы замок был в состоянии руины. Отреставрировали его в 1978—1986 годах и уже в ноябре 1986 года открыли для посетителей, разместив в нем Конинский окружной музей.
Неподалеку от замка обустроен небольшой музей под открытым небом, в котором можно увидеть, среди прочего столбовые мельницы.

## Галерея

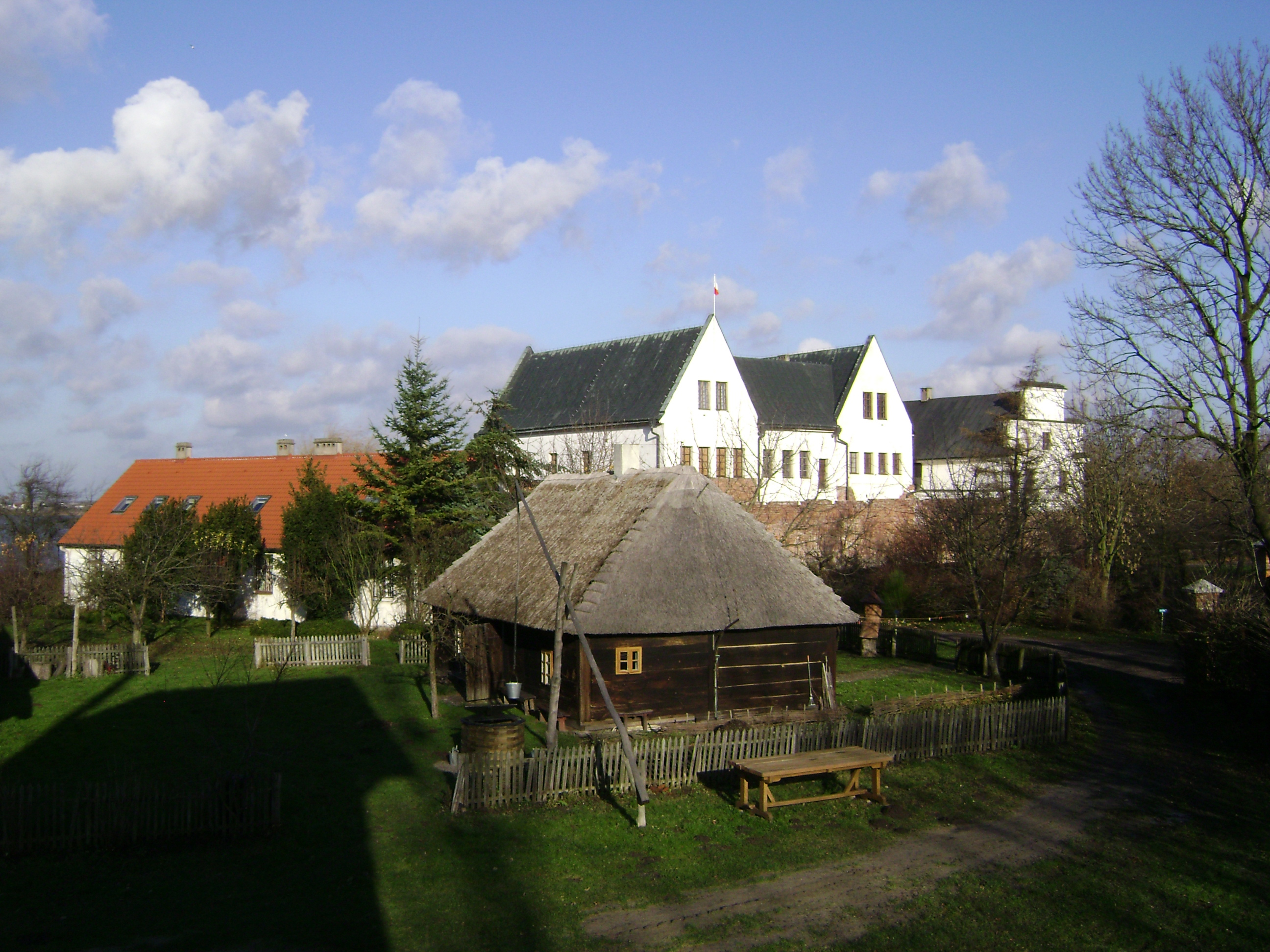
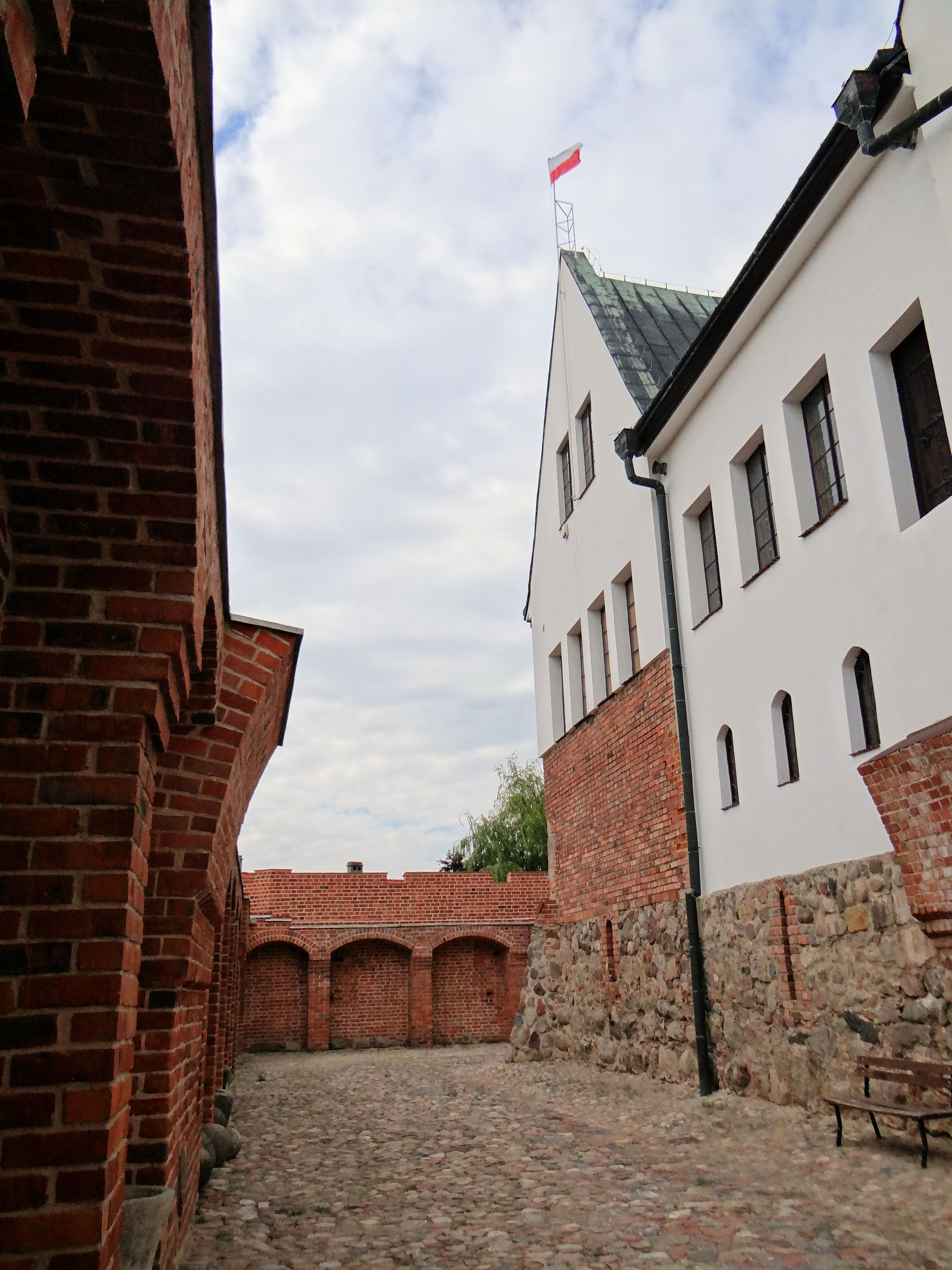
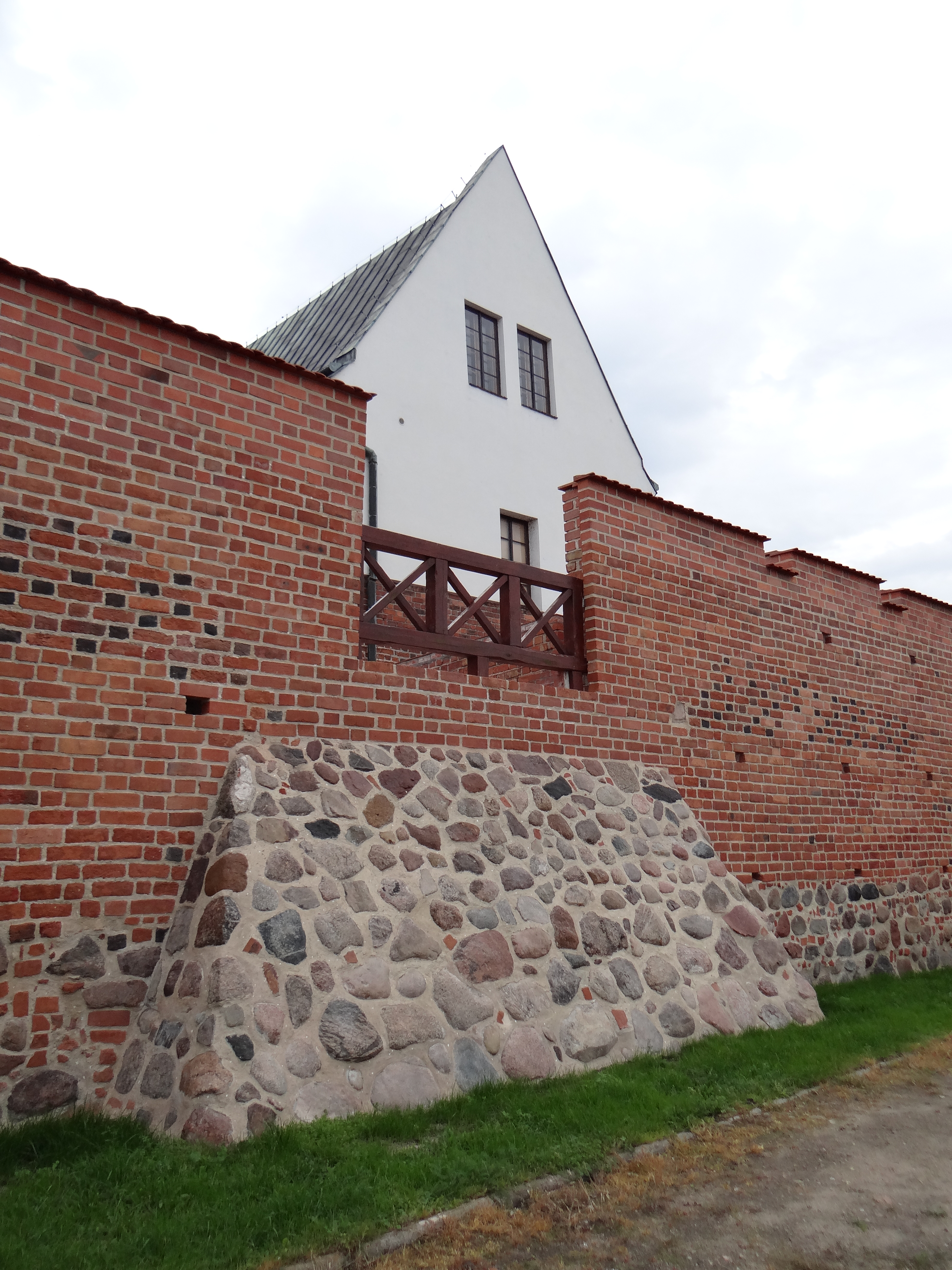
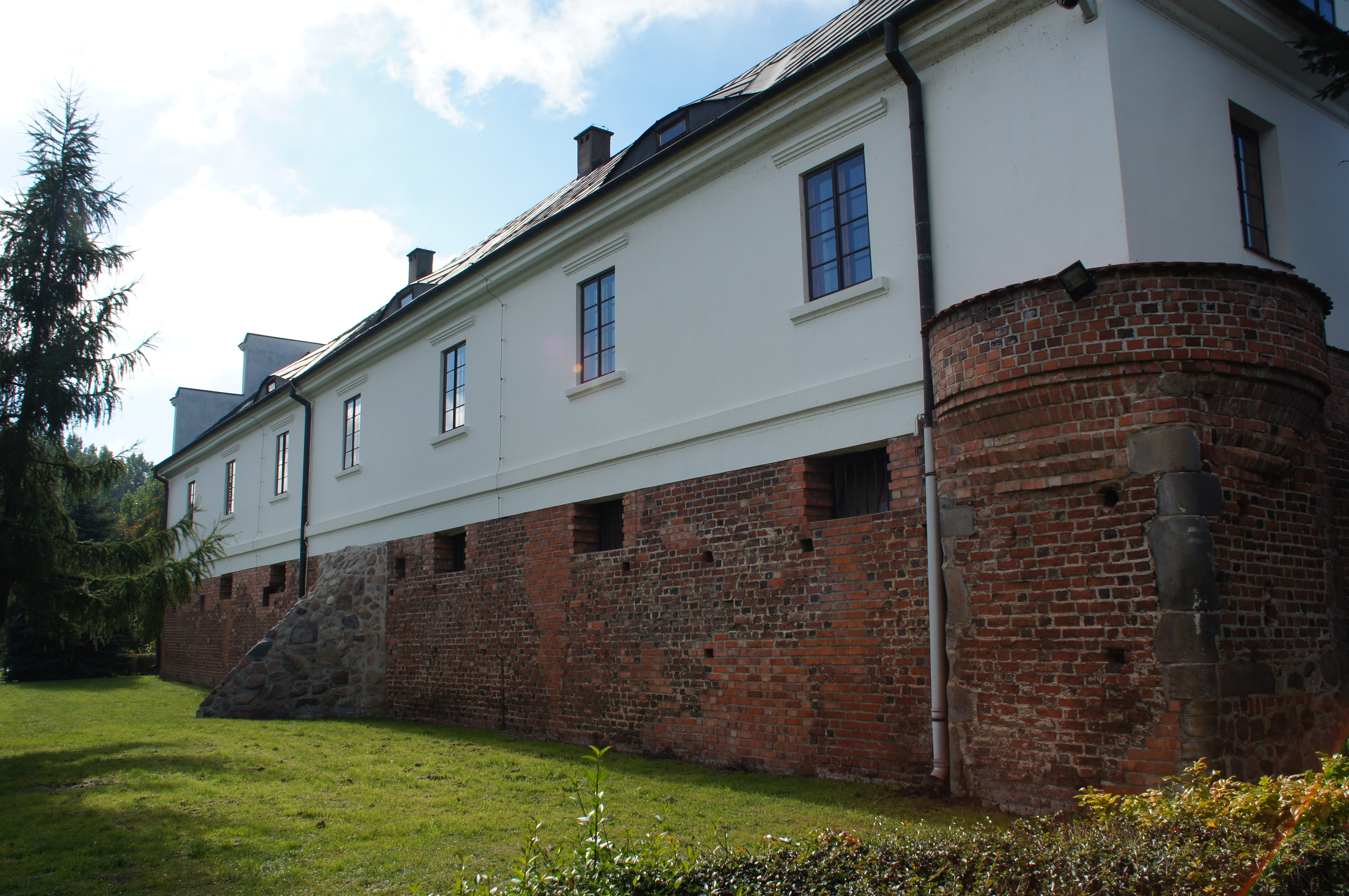